# Хенни, Аксель
А́ксель Хе́нни (норв. Aksel Hennie; род. 29 октября 1975, Осло) — норвежский киноактер и режиссёр. Обладатель премии «Аманда» за режиссерскую работу в фильме Один.

## Биография
Аксель Хенни родился в Осло (Норвегия). С подросткового возраста был предметом травли среди сверстников из-за частых нарушений закона. Будучи способным к творческой деятельности, занимался граффити, что было запрещено по законам государства. В 1998 году с четвёртого раза поступил в Национальную Норвежскую академию театра. После выпуска в 2001 работал в театре Варт (Молде), а после в Новом театре Осло, где несколько раз исполнял роль Гамлета. Однако широкую известность получил как киноактер. Впервые он исполнил главную роль в киноленте «Джони Ванг» Йенса Лиена. После чего стал активно приглашаться для работы в кинематографе и телевидении. В 2003 году исполнил роль второго плана в киноленте «Друг», а на следующий год дебютировал как режиссёр картины «Один». Фильм привлёк внимание скандинавских кинокритиков и вывел Акселя на новый уровень. Лента принесла ему премию «Аманда» и номинацию на премию Европейской киноакадемии. С 2005 года начал сниматься в социальной рекламе. Историческая драма «Макс Манус» укрепила его авторитет в киносообществе, за счет высокой оценки кинокритиков и больших кассовых сборов. Его работа в фильме «Охотники за головами» получила широкую известность на мировых кинофестивалях и дала возможность Хенни контактировать с мировым киносообществом. После такого успешного старта Акселя приглашают в многомиллионный блокбастер «Геракл», где он играет важную роль второго плана.

## Личная жизнь
С 2019 года женат на Каролине Хегбом, у супругов двое детей.

## Избранная фильмография
| Год  | Фильм                                  | Оригинальное название фильма | Персонаж                    |
| ---- | -------------------------------------- | ---------------------------- | --------------------------- |
| 1998 | «Кровавые ангелы»                      | Bloody Angels                | Арнт-Олаф                   |
| 1998 | «Одна ночь с тобой» (короткометражный) | One Night with You           | Андерс                      |
| 2003 | «Джони Ванг»                           | Jonny Vang                   | Джони Ванг                  |
| 2003 | «Волчье лето»                          | Ulvesommer                   | Пол                         |
| 2003 | «Друг»                                 | Buddy                        | Гейр                        |
| 2004 | «Плач в лесу»                          | Den som frykter ulven        | Стефан                      |
| 2004 | «Гавайи, Осло»                         | Hawaii, Oslo                 | Трюгве                      |
| 2004 | «Один»                                 | Uno                          | Дэвид                       |
| 2008 | «Ланч»                                 | Lønsj                        | Кристер                     |
| 2008 | «Зеркало загадок»                      | I et speil i en gåte         | Ариэль                      |
| 2008 | «Макс Манус»                           | Max Manus                    | Макс Манус                  |
| 2010 | «Довольно добрый человек»              | En Ganske Snill Mann         | Сами                        |
| 2011 | «Эпоха героев»                         | Age of Heroes                | лейтенант Штайнар Мортенсон |
| 2011 | «Охотники за головами»                 | Hodejegerne                  | Роджер Браун                |
| 2012 | «90 минут»                             | 90 minutter                  | Тронд                       |
| 2013 | «Первопроходец»                        | Pioneer                      | Петтер                      |
| 2014 | «Геракл»                               | Hercules                     | Тидей                       |
| 2015 | «Последние рыцари»                     | Last Knights                 | Гиза Мотт                   |
| 2015 | «Марсианин»                            | The Martian                  | Алекс Фогель                |
| 2018 | «Парадокс Кловерфилда»                 | The Cloverfield Paradox      | Волков                      |
| 2018 | Опасная миссия                         | Mordene i Kongo              | Джошуа Френч                |
| 2020 | «Малышка с характером»                 | The Doorman                  | Борз                        |
| 2022 | «Бессмертный»                          | Sisu                         | Бруно Хелльдорф             |